# دانيال أندرسون (شاعر)
دانيال أندرسون (بالإنجليزية: Daniel Anderson)‏ هو شاعر أمريكي، ولد في 19 ديسمبر 1964.